# لوكهيد مارتن إكس-33
إلوكهيد مارتن إكس-33 (X-33) كانت طائرة فضائية للعرض من دون طيار وضعت في التسعينيات في ظل الحكومة الأمريكية بتمويل من برنامج مبادرة سبايس لونش (إطلاق إلى الفضاء).هي طائرة للعرض وللاختبار التكنولوجي من أجل تطوير طائرة فضائية، فنتشور ستار، والتي كان من المقرر أن تكون الجيل الثاني التجاري لطائرات صاروخية تصل الفضاء قابلة لإعادة الاستخدام. وكان من المقرر أن تحمل وتقيم التجارب على مجموعة من التقنيات التي ناسا اعتقدت أنها لازمة على لإطلاق صواريخ بمرحلة واحدة قابلة لإعادة الاستخدام إطلاق المركبات. من هذه الأجهزة، معدن حراري لحماية الأنظمة، مركب التبريد، خزانات الوقود للحصول على الهيدروجين السائل محرك ذاتية التحكم (من دون طيار) والتحكم في الطيران السريع الطيران مرات الدوران من خلال تبسيط العمليات وديناميكية رفع الجسم الهوائية.
في عام 2001، سحبت الحكومة الفدرالية تمويل الطائرة بعد أن فشلت في اختبارات تحمل الضغط. بقيت شركة لوكهيد مارتن تجري اختباراتها الذاتية وكان أول نجاح بعد سلسلة من الإخفاقات في عام 2009 باستخدام نموذج بطول 2 متر.

## المواصفات
- الطول: 69 قدم (21 م)
- العرض: 77 قدم (23 م)
- وزن اقلاعها: 285,000 رطل (129,000 كـغ)
- الوقود: LH2/لو2
- الوقود الوزن: 210,000 رطل (95,000 كـغ)
- الدفع الرئيسية: 2 XRS-2200 الخطية aerospikes
- الإقلاع التوجه: 410,000 رطلق (1,800,000 ن)
- السرعة القصوى: > ماخ 13 (16,000 كم/ساعة)
- حمولة إلى مدار منخفض حول الأرض: N/A

## وصلات خارجية
- محاكاة طيران أكس-33 على يوتيوب
- أكس-33 (History)، US: ناسا، مؤرشف من الأصل في 2019-07-14.
- "X‐33"، طائرات أكس، اتحاد علماء أمريكا، مؤرشف من الأصل في 2013-12-15.
- وضعية برنام أكس-33 التجريبية (PDF)، الولايات المتحدة: غاو، أب / أغسطس 1999، مؤرشف من الأصل (PDF) في 2022-11-27 {{استشهاد}}: تحقق من التاريخ في: |تاريخ= (مساعدة).
- إلغاء برنامج أكس-33 (خبر صحفي)، NASA، 1 أذار / مارس 2001، مؤرشف من الأصل في 2015-12-13 {{استشهاد}}: تحقق من التاريخ في: |تاريخ= (مساعدة).
- مجمع إطلاق أكس-33 (PDF)، WP AFB: سلاح الجو، مؤرشف من الأصل (PDF) في 2011-06-05